# Dinamo Petersburg

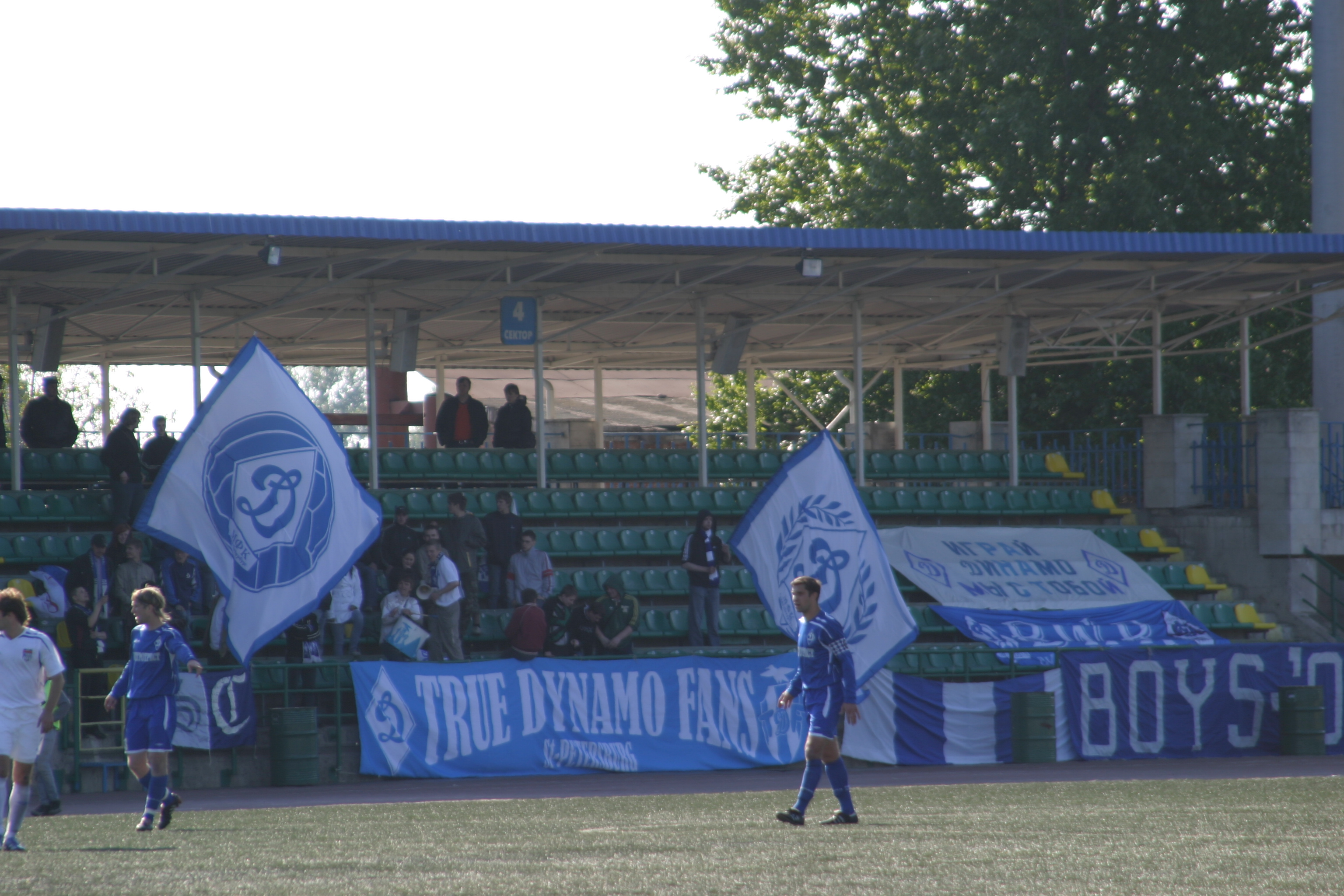
Kibice Dinama Petersburg

Dinamo Petersburg (ros. Дина́мо Санкт-Петербург, [dʲɪˈnamə ˈsankt pʲɪtʲɪrˈburɡ]) – rosyjski klub piłkarski z Petersburga.

## Historia
Chronologia nazw:
- 1922–1923: drużyna Piotrogradzkiego Gubernskiego Oddziału GPU (команда Петроградского губернского отдела ГПУ)
- 1924–1953 i 1960—1991: Dinamo Leningrad («Динамо» Ленинград)
- 1991–1995: Promietiej-Dinamo Petersburg («Прометей-Динамо» Санкт-Петербург)
- 1995–2000: Dinamo Petersburg («Динамо» Санкт-Петербург)
- 2000: Dinamo-Strojimpuls Petersburg («Динамо-Стройимпульс» Санкт-Петербург)
- 2001–2003: Dinamo Petersburg («Динамо» Санкт-Петербург)
- 2007–2010: Dinamo Petersburg (ФК «Динамо» Санкт-Петербург)
- 2010–2013: Pietrotriest Petersburg («Петротрест» Санкт-Петербург)
- 2013–2018: Dinamo Petersburg («Динамо» Санкт-Петербург)

Założony w 1922 jako drużyna Piotrogradzkiego Gubernskiego Oddziału GPU. Od 1924 nazywał się Dinamo. W 1936 wziął udział w pierwszych Mistrzostwach ZSRR.
W 1954 klub został rozformowany a na jego bazie został założony nowy klub Trudowyje Riezierwy Leningrad.
W 1960 klub został odrodzony i występował w klasie B Mistrzostw ZSRR.
W latach 1992—1995 występował w Mistrzostwach Rosji pod nazwą Promietiej-Dinamo Petersburg. W 1995 klub powrócił do historycznej nazwy Dinamo Sankt Petersburg (z wyjątkiem 2000, kiedy nazywał się Dinamo-Strojimpuls). W latach 2002—2003 występował w Pierwszej Dywizji. Po sezonie 2003 rozwiązany.
W 2004 próbowano reaktywować klub, ale utworzona drużyna była odłączona od towarzystwa i pod nazwą Diskaweri występowała w rozgrywkach regionalnych.
Dopiero w marcu 2007 na bazie Pietrotriestu Petersburg został ponownie założony klub Dinamo i przystąpił do rozgrywek Drugiej Dywizji w grupie zachodniej. Gdy klub został zdegradowany do Ligi Amatorskiej w 2010 roku, jego miejsce zajął odrodzony Pietrotriest. W sezonie 2013/14 Dinamo powróciło do Pierwszej Dywizji, ponownie zastępując właśnie Pietrotriest. W sezonie 2014/15 drużyna zajęła ostatnie (20.) miejsce w Pierwszej Dywizji i spadła do Drugiej Dywizji.
Po zmianie zarządu i wygraniu grupy zachodniej Drugiej Dywizji 2016/17, w sezonie 2017/18 Dinamo SPb ponownie występowało w Pierwszej Dywizji.
Przed sezonem 2017/18 klub został przekształcony w PFK Soczi, tym samym Dinamo Petersburg de facto przestało istnieć. Nowy klub z Soczi nie ma historycznego związku z Dinamo SPb.
| \| Rosja \| Bilans występów klubu Dinamo Petersburg w rozgrywkach piłkarskich Rosji (Stan na koniec sezonu 2017/18) \| \| | |        |       |    |   |    |    |    |     |                                             |        |        |      |
| Poziom | Rozgrywki                                                                                               | Sezony | Mecze | Z  | R | P  | B+ | B– | Pkt | Lata                                        | Awanse | Spadki | Naj. |
| I | Priemjer-Liga                                                                                           | –      |       |    |   |    |    |    |     |                                             |        |        |      |
| II | Pierwyj diwizion                                                                                        | 8      |       |    |   |    |    |    |     | 1992, 2002–2003, 2010, 2013–2015, 2017–2018 |        | 3      | 5    |
| III | Wtoroj diwizion                                                                                         | 11     | 378   |    |   |    |    |    |     | 1993, 1996–1999, 2001, 2007–2009, 2015–2017 | 3      | 2      | 1    |
| IV | Trietja liga                                                                                            | 2      | 48    | 35 | 9 | 14 | 71 | 40 | 74  | 1994–1995                                   | 1      |        | 2    |
| IV | LFL | 1      | 20    | 16 | 3 | 1  | 81 | 16 | 51  | 2000                                        | 1      |        | 2    |
| Rosja | Bilans występów klubu Dinamo Petersburg w rozgrywkach piłkarskich Rosji (Stan na koniec sezonu 2017/18) |        |       |    |   |    |    |    |     |                                             |        |        |      |